# Third Party Risk
Pour plus de détails, voir Fiche technique et Distribution.
Third Party Risk est un film britannique réalisé par Daniel Birt, sorti en 1954.

## Fiche technique
- Titre : Third Party Risk
- Réalisation : Daniel Birt
- Scénario : Robert Dunbar et Daniel Birt d'après le roman de Nicolas Bentley (en)
- Direction artistique : James Elder Wills
- Photographie : Walter J. Harvey
- Montage : James Needs (en)
- Musique : Michael Krein
- Pays de production : Royaume-Uni
- Format : Noir et blanc
- Genre : policier
- Durée : 63 minutes
- Date de sortie : 1954[Où ?]

## Distribution
- Lloyd Bridges : Philip Graham
- Finlay Currie : Mr Darius
- Maureen Swanson : Marina
- Simone Silva : Mitzi Molnaur
- Ferdy Mayne : Maxwell Carey
- Peter Dyneley (en) : Tony Roscoe
- George Woodbridge : Inspecteur Goldfinch
- Russell Waters (en) : Dr Zeissman
- Roger Delgado : Détective Gonzales